# Piotrowo (Poznań, Głuszyna)

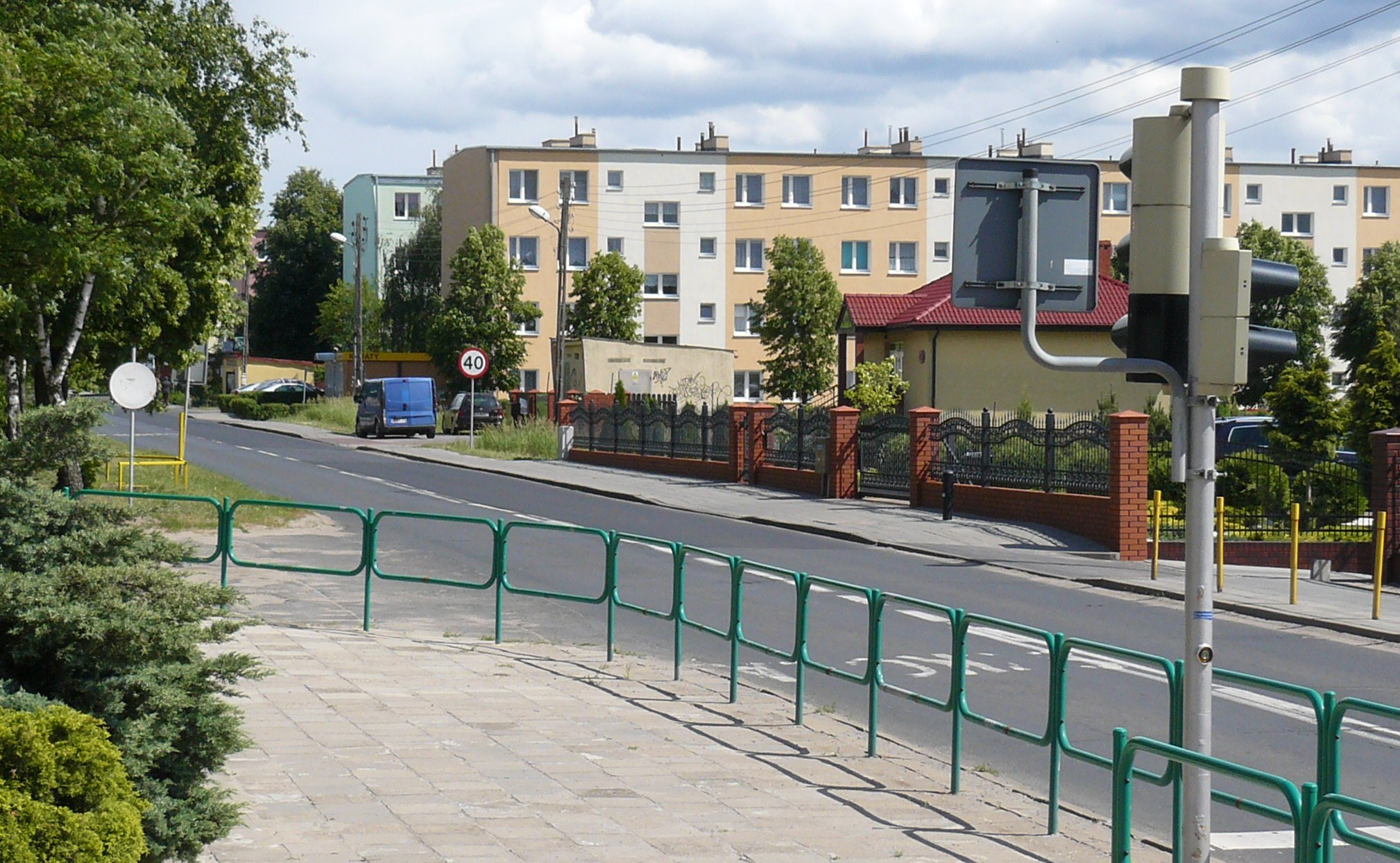
Bloki w Piotrowie

Piotrowo (niem. Adlig) – część Poznania, w osiedlu samorządowym Głuszyna. Położona pomiędzy Sypniewem na wschodzie i Głuszyną na zachodzie. Rozciąga się zasadniczo wzdłuż ulicy Głuszyna. 

## Historia
Była wsią szlachecką. Piotrowscy sprzedali ją w 1482 Janowi Ciołkowi z Czacza, który był burgrabim poznańskim. W 1502 wieś zakupił Jakub Goryński. W 1510 występuje jako Pyotrowo – należące do Jana Goryńskiego, syna Jakuba (trzy łany osiadłe i siedem opustoszałych). Istniał tu wówczas folwark i karczma.
W latach 40. XIX wieku wieś liczyła 17 dymów (chałup) i 178 mieszkańców. W 1881 powierzchnia całkowita majątku piotrowskiego wynosiła 639,11 ha (w skład majątku wchodził też Kopylnik i Kubalin). W 1894 majątek częściowo rozparcelowano, tak że w początku XX wieku liczył już tylko 374 ha. W połowie XIX wieku właścicielem Piotrowa był Felicjan Sypniewski, twórca polskiej algologii. W 1926 zarejestrowano tutaj stadninę koni półkrwi. Właścicielem całości był Antoni Unrug. W 1923 odbył się na terenie Piotrowa pierwszy w Polsce konkurs wyżłów. W 1942 wieś włączono do Poznania. Podczas II wojny światowej majątek przejęli okupanci, a w 1945 został on zdewastowany, po wkroczeniu Armii Czerwonej – wycięto na opał część drzew w parku i podpalono dwór (pożar został szybko ugaszony). W okresie PRL nie ustawała wycinka starych drzew, m.in. wycięto dęby czerwone i tulipanowiec amerykański. W 1992 dwór wyremontowano, jednak poważnie naruszając jego stan pierwotny. 
W okresie powojennym wzniesiono tutaj bloki dla pracowników 31 Bazy Lotniczej.

## Przyroda
Na południowy zachód od Piotrowa znajduje się ujście Pietrzynki do Kopla.

## Komunikacja
Do Piotrowa dojeżdża ze Starołęki autobus MPK Poznań linii 158 (kierunek: Sypniewo), oraz nocny linii 247 z Ronda Rataje.